# Banks Island (British Columbia)
Banks Island är en ö i Kanada.   Den ligger i provinsen British Columbia, i den sydvästra delen av landet. Arean är 1 029 kvadratkilometer.
Terrängen på Banks Island är lite kuperad. Öns högsta punkt är 658 meter över havet. Den sträcker sig 53,1 kilometer i nord-sydlig riktning, och 54,7 kilometer i öst-västlig riktning.
På ön finns sjön Keecha Lake.